# Леонето Капиело
Леонето Капиело (на италиански: Leonetto Cappiello) е италиански художник, живял в Париж, най-известен със своите плакати. Той започва кариерата си като карикатурист, илюстрирайки „Le Rire“, „Le Cri de Paris“, „Le Sourire“, „L'Assiette au Beurre“, „La Baionnette“, „Femina“ и други.
- Карикатури
- По-добре перете прането си вкъщи!, Le Rire, ноември 1898.
- Réjane, Париж, Музей Орсе, 1899.
- Ивет Гилбер, Париж, Музей Орсе, 1899.
- Мили Мейер, paru dans Le Rire, януари 1902.
- Жак Дюс, Париж, 1903.
- Жул Масне на пианото, с муза, която му поставя венец на главата, détail, Париж, Музей Орсе.

## За него
- Jacques Vienot, Cappiello: sa vie et son œuvre, préface de Jean Cocteau, Éditions de Clermont, Paris, 1946.